# Yahoo!百科事典
Yahoo!百科事典（ヤフーひゃっかじてん）とは、Yahoo! JAPANが2008年11月27日から2013年12月3日まで運営していたオンライン百科事典検索サービス。サービス終了までベータ版として稼働していた。
小学館の『日本大百科全書（ニッポニカ）』に収録されている全13万項目、キーワード約50万語をベースとし、さらに毎月新しい項目が追加された。Yahoo! JAPANの検索エンジンと連動することにより、検索時に「Yahoo!百科事典」の検索結果が閲覧できた。コンテンツはテキストデータの説明文だけではなく、画像データや音声データなどのマルチメディアデータを利用できた。説明文はプロの執筆者が署名付きで執筆した。小学館はYahoo！百科事典専任のスタッフ約30人を任命し、サイトを毎月更新する体制をとった。
2010年、第4回JEPA電子出版アワード・ネットワーク・コンテンツ賞を受賞した。